# Enrique Lizalde
Enrique Lizalde (Tepic, Nayarit, Mexikó, 1937. január 9. – 2013. június 3.) mexikói színész.

## Élete
Testvére Eduardo Lizalde. Színészi karrierjét a 60-as évek elején kezdte. A 60-as évek közepén sok főszerepet játszott televízióban. Színházban is fellépett. Felesége Tita Grieg színésznő. Négy gyermeke van: Silvia, Martha, Enrique és Claudia.

## Halála és temetése
Enrique 2013. június 3-án halt meg 76 éves korában, halálát májrák okozta. Halála ideje délelőtt 09:00-kor történt, amikor felesége Tita Grieg elkísérte. Testét elhamvasztották, június 4-én délben, Pantheon Gardeni Mexikóban. Temetésére még aznap sor került Mexikóváros déli részén, ahol családja és barátai vettek tőle végső búcsút.

## Filmográfia
- Más allá de la muerte (1986) .... Javier
- Oficio de tinieblas (1980) ....Oficial de Gobierno
- María de mi corazón (1979)
- Ángela Morante, crimen o suicidio (1977)
- El Hombre y la bestia (1972)
- Satanás de todos los horrores (1972)
- El monasterio de los buitres (1972)
- Las Vírgenes Locas (1970)
- Almohada para tres (1969)
- La buscona (1969)
- La mentira (1969)....Demetrio Santelmo
- La noche violenta (1969)
- La maestra inolvidable (1968) .... Luis Piñeiro
- El oficio mas antiguo del mundo (1968)
- Sexo y crimen (1968)
- Corona de lágrimas (1968)
- Rosario (1970) .... Gabriel
- Las Visitaciones del diablo (1967) .... Lisardo
- Los Años verdes (1966)
- El Escapulario (1966) .... Pedro
- Estrategia matrimonial (1966)
- Nosotros los jóvenes (1965)
- Viento negro (1964) .... Jorge Iglesias
- He matado a un hombre (1963)
- Amor de adolescente (1963)

### Telenovellák
- Mindörökké szerelem (2009) .... bíró
- Amor sin maquillaje (2007)
- Heridas de amor (2006) .... Gonzalo San Llorente
- Entre el amor y el odio (2002) .... Rogelio Valencia
- A betolakodó (2001) .... Rodrigo Junquera
- Cuento de navidad (1999)
- Camila (1998) .... Armando
- Paula és Paulina (1998) .... Alessandro Farina
- Esmeralda (1997) .... Rodolfo Peñarreal
- María la del barrio (1995) .... Abelardo Armanteros
- Si Dios me quita la vida (1995) .... Enrico Di Marchi
- Corazón salvaje (1993) .... Noel Mancera
- Triangulo (1992) .... Salvador
- Alcanzar una estrella (1990) .... Mariano Casablanca
- Balada por un amor (1990) .... Marcelo
- Dulce desafío (1988) .... Santiago Sandoval
- Los años felices (1984) .... Adrián
- Chispita (1983) .... Alejandro de la Mora
- El árabe (1980)
- Caminemos (1980) .... Ricardo
- Mamá Campanita (1978) .... Gerardo
- La Venganza (1977) .... Javier Narváez
- Barata de primavera(1975) .... Eduardo
- Cartas sin destino (1973) .... Javier
- La Tierra (1973) .... Alvaro
- La Maestra (1971)
- Cristo negro (1971)
- Llamado urgente (1969) .... Rodolfo
- Los Caudillos (1968) .... Lisandro Jiménez
- Estafa de amor (1967)
- La Tormenta (1967) .... Gabriel (son)
- Corazón salvaje (1966) .... Juan del Diablo
- El derecho de nacer (1966) .... Alberto Limonta
- Más fuerte que tu amor (1966)
- El Abismo (1965)
- Carlota y Maximiliano (1965)
- La Mentira (1965)
- Gabriela (1964)
- Eugenia (1963)